# عزان القرن (الحيمة الداخلية)

تعديل مصدري - تعديل

عزان القرن هي إحدى قرى عزلة بلاد القبائل بمديرية الحيمة الداخلية التابعة لمحافظة صنعاء، بلغ تعداد سكانها 115 نسمة حسب تعداد اليمن لعام 2004.